# 武道功労者表彰
武道功労者表彰（ぶどうこうろうしゃひょうしょう）は、日本武道協議会の表彰。
日本武道協議会に加盟する10団体（日本武道館、全日本柔道連盟、全日本剣道連盟、全日本弓道連盟、日本相撲連盟、全日本空手道連盟、合気会、少林寺拳法連盟、全日本なぎなた連盟、全日本銃剣道連盟）の中から、武道の発展に貢献した人物が毎年各1名選ばれる。武道界では最も栄誉ある表彰である。
賞状と記章（武道功労章）が授与され、名前が刻まれた顕彰プレートが日本武道館1階北口玄関に掲げられる。また、日本武道館の月刊誌『月刊武道』に掲載される。

## 受章者
| 回数   | 年度       | 日本武道館        | 柔道       | 剣道              | 弓道              | 相撲            | 空手道              | 合気道              | 少林寺拳法      | なぎなた          | 銃剣道              |
| ------ | ---------- | ----------------- | ---------- | ----------------- | ----------------- | --------------- | ------------------- | ------------------- | --------------- | ----------------- | ------------------- |
| 第1回  | 昭和56年度 |                   |            | 庄子宗光 大谷一雄 | 中野慶吉 百合野稔 | 枡岡智 藤川誠勝 | 崎浜盛次郎 坂上隆祥 | 大澤喜三郎 瀬古静市 | 内山滋 森川貞義 | 東與子 徳永千代子 | 佐々木清雄 田畑重義 |
| 第2回  | 昭和57年度 |                   | 福田利光   | 野田孝            | 福原郁郎          | 宮下与吉        | 上原優希徳          | 斉藤守弘            | 太田達雄        | 榊田八重子        | 野口茂雄            |
| 第3回  | 昭和58年度 | 山中吾郎          | 安西浩     | 小沢丘            | 斎藤友治          | 西村一喜        | 摩文仁賢榮          | 岩田和也            | 義若道恵        | 山本操            | 大津峰治            |
| 第4回  | 昭和59年度 |                   | 山下泰裕   | 増田真夫          | 村上久            | 善村良中        | 辻川禎親            | 白田林二郎          | 近藤道文        | 川村福二          | 青木定次郎          |
| 第5回  | 昭和60年度 | 毛利松平 辻原弘市 |            | 小城満睦          | 金子清則          | 竹下喜八郎      | 福井功              | 田中万川            | 佐戸政直        | 金丸栄子          | 汲田静雄            |
| 第6回  | 昭和61年度 | 江崎真澄          |            | 植竹春彦          | 窪田真太郎        | 松村豊          | 伊藤公夫            | 奥村繁信            | 合田清一        | 千賀君代          | 西澤角市            |
| 第7回  | 昭和62年度 | 加藤武徳          |            | 堀口清            | 土屋吉太郎        | 森口忠造        | 打揚憲造            | 杉山三郎            | 杉山喜代美      | 矢野恒            | 山崎三郎            |
| 第8回  | 昭和63年度 | 大和与一          | 斉藤仁     | 小川忠太郎        | 樋口恒通          | 有松義勝        | 木崎友晴            | 宮崎吉政            | 梶原道全        | 澤田花江          | 志田次郎            |
| 第9回  | 平成元年度 | 原文兵衛          | 小川直也   | 大野操一郎        | 石岡久夫          | 山口敏之        | 宮平勝哉            | 阿部俊一            | 水澤春夫        | 蓮田美香          | 高柳浅四郎          |
| 第10回 | 平成2年度  | 村山富市          | 岩崎茂成   | 紙本栄一          | 八反田角五郎      | 仮谷志良        | 相澤大一郎          | 引土道雄            | 奥村正千代      | 山内ルイ          | 石井五郎            |
| 第11回 | 平成3年度  | 松前重義          | 姿節雄     | 乙藤市蔵          | 魚住文衛          | 成田一          | 崎尾健              | 山口清吾            | 村上一          | 神谷タケノ        | 平山展之            |
| 第12回 | 平成4年度  | 坂本三十次        | 横地治男   | 中倉清            | 志々目義宏        | 祷厚巳          | 岩田万蔵            | 有川定輝            | 上田清          | 木野静恵          | 若本善喜            |
| 第13回 | 平成5年度  | 塩川正十郎        | 佐藤儀一郎 | 小笠原三郎        | 鴨川乃武幸        | 村上幸弘        | 宮里栄一            | 多田宏              | 坂東邦伯        | 長濱文子          | 吉良隆俊            |
| 第14回 | 平成6年度  | 三塚博            | 細川熊蔵   | 植田一            | 増田美和榮        | 小濱新次        | 若林英一            | 高岡貞雄            | 久保博          | 吉田定子          | 冨岡吉司            |
| 第15回 | 平成7年度  | 松永光            | 藤田弘明   | 菅原恵三郎        | 山西守衛          | 新沢順悦        | 林輝男              | 杉本良三            | 林猛彦          | 山本キワヨ        | 大沼三行            |
| 第16回 | 平成8年度  | 山口吉暉          | 川口一郎   | 佐伯太郎          | 大沢万治          | 塔尾武夫        | 榊原秋義            | 清野裕三            | 鈴木義孝        | 野田文子          | 桑原正治            |
| 第17回 | 平成9年度  | 片岡勝治          | 玉城盛源   | 石原忠美          | 森永良雄          | 横地治男        | 毛利彊              | 佐柳孝一            | 大屋昭夫        | 鯵坂セツヨ        | 下飼手白夫          |
| 第18回 | 平成10年度 | 齋藤裕            | 向健三     | 松本良諄          | 竹内修            | 木村正春        | 長島祐眞            | 飯村郁男            | 天羽幸敏        | 高橋千代子        | 石川博吉            |
| 第19回 | 平成11年度 | 永野健            | 米澤三郎   | 吉田市太郎        | 濱與祐            | 笹井章          | 太田義人            | 火伏正文            | 松田欣一郎      | 金田政紀子        | 河野豊男            |
| 第20回 | 平成12年度 | 檜垣徳太郎        | 大矢喜久雄 | 西善延            | 五十嵐義夫        | 吉田清治        | 岩間英太郎          | 大谷一枝            | 牧野清          | 鶴岡徳子          | 岸貞行              |
| 第21回 | 平成13年度 | 奥田幹生          | 蓮見弘     | 谷鐐吉郎          | 伊賀上同          | 神山榮一        | 久冨登喜雄          | 米持英夫            | 横田仁          | 大井幸枝          | 中山房治            |
| 第22回 | 平成14年度 | 臼井日出男        | 高梨幸輔   | 中村龍夫          | 浦上博子          | 瀬在幸安        | 荒川通              | 西尾昭二            |                 | 下山武士          | 永瀬久至            |
| 第23回 | 平成15年度 | 松前達郎          | 阿南惟正   | 森島健男          | 関宗長            | 森山憲一        | 蓮見圭一            | 磯山博              | 久保寛          | 美田村武子        | 桑江良逢            |
| 第24回 | 平成16年度 | 井上裕            | 冲永荘一   | 阿部三郎          | 鈴木三成          | 木村守男        | 高島甫              | 小林保雄            | 松木長實        | 小西新右衛門      | 前田政治            |
| 第25回 | 平成17年度 | 高村正彦          | 松下三郎   | 堀籠敬蔵          | 中嶋榮            | 野見典展        | 箱石勝見            | 藤田昌武            | 篠原正          | 砂川碧            | 源川幸夫            |
| 第26回 | 平成18年度 | 青木勝彦          | 岡本榮八郎 | 谷口安則          | 鈴木住尚          | 濱洲昌明        | 三本同              | 増田誠寿郎          | 高山恒一        | 船原静江          | 山口廣敏            |
| 第27回 | 平成19年度 | 島村宜伸          | 長谷川博之 | 奥園國義          | 齋田徳明          | 佐藤功          | 中村勇作            | 小山謙二            | 喜田良延        | 山尾陽子          | 荒木雄二            |
| 第28回 | 平成20年度 | 森英介            | 中谷雄英   | 羽賀忠利          | 山下三ヶ十        | 北村光雄        | 吉田福雄            | 庵野素岐            | 田原正晴        | 友部美智子        | 兼坂弘道            |
| 第29回 | 平成21年度 | 荒木浩            | 須坂春樹   | 加賀谷誠一        | 野呂健吉          | 増田六郎        | 津山克典            | 天谷一郎            | 加藤義秋        | 池嶋和子          | 宮崎進              |
| 第30回 | 平成22年度 | 玉越良介          | 福田二朗   | 佐藤博信          | 松沢岳            | 近藤弘行        | 津山捷泰            | 佐藤益弘            | 今城隆廣        | 園部正美          | 渡邊政直            |
| 第31回 | 平成23年度 | 中山成彬          | 加藤秀雄   | 児嶋克            | 朝隈敏子          | 清水武男        | 澁谷孝              | 渡辺弘              | 小池孝忠        | 梶山武子          | 大塚亨              |
| 第32回 | 平成24年度 | 安西邦夫          | 佐藤宣践   | 松永政美          | 宮澤廣            | 松尾新吾        | 和田定治            | 菅沼守人            | 小野寺米蔵      | 日下秀子          | 江川友親            |
| 第33回 | 平成25年度 | 河村建夫          |            | 上野貞紀          | 尾方初            | 田中英壽        | 木島明彦            | 嶋本勝行            | 福家祥弘        | 辻村光子          | 荒木秋男            |
| 第34回 | 平成26年度 | 塩谷立            | 五十嵐寛司 | 武安義光          | 上田正康          | 南和文          | 石川豊              | 遠藤征四郎          | 藤田昌三        | 黒川久子          | 石崎八蔵            |
| 第35回 | 平成27年度 | 中曽根弘文        | 関根忍     | 福本修二          | 林初男            | 大野孝弘        | 栗原茂夫            | 高本和宜            | 今井明雄        | 畠瀬美佐子        | 石川貴史            |
| 第36回 | 平成28年度 | 續訓弘            | 岡本光弘   | 奥島快男          | 石川武夫          | 平賀勝利        | 西谷賢              | 荒井俊幸            | 西村建夫        | 荻原晴子          | 上萬淳              |